# Batman: Arkham Origins – Blackgate
Batman: Arkham Origins – Blackgate ist ein Metroidvania von Armature Studio aus dem Jahr 2013 für Nintendo 3DS und PlayStation Vita. Es handelt sich um einen Ableger der Batman-Arkham-Reihe für Mobilkonsolen und knüpft an Batman: Arkham Origins an. In einer nochmals überarbeiteten Version kam es 2014 als Batman: Arkham Origins – Blackgate: Deluxe Edition auch für die stationären Konsolen PlayStation 3, Wii U, Xbox 360 und für Windows-PCs heraus.

## Spielprinzip
Arkham Origins – Blackgate spielt drei Monate nach den Ereignissen in Arkham Origins. Batman wird zu Hilfe gerufen, um einen Gefangenen-Aufstand in der auf einer Insel gelegenen Strafanstalt Blackgate zu beenden. Angeführt von Joker, dem Pinguin und Black Mask haben die Insassen Geiseln genommen und jeder der drei Gangsterbosse kontrolliert nun jeweils einen Abschnitt des Gefängnisses. Batman wird von Catwoman gedrängt, die drei Oberschurken und ihre Anhängerschaft möglichst rasch zu besiegen, da im Hochsicherheitstrakt des sog. Arkham-Flügels sonst weitere Geiseln zu ersticken drohen, denen Joker zuvor die Frischluftzufuhr abgeschaltet hat.
Das Spiel greift das aus der Hauptreihe bekannte Kampfsystem auf und transferiert es in ein seitlich scrollendes Metroidvania, das zwar in 3D-Grafik modelliert ist, spielerisch aber auf einer Ebene verhaftet bleibt. Batman prügelt sich wahlweise im Nahkampf mit den revoltierenden Häftlingen oder schaltet sie aus dem Verborgenen heraus und mit Hilfe diverser Gadgets aus. Im Laufe findet Batman immer mehr Gegenstände, die ihm Zugang zu zuvor versperrten Spielabschnitten eröffnen. Die Reihenfolge, in denen der Spieler die drei Gefängnisabschnitte befreit, ist frei wählbar, beeinflusst aber den gezeigten Abspann des Spiels.
Blackgate wurde von Armature Studio entwickelt, das 2008 von ehemaligen Mitarbeitern der Retro Studios (u. a. Metroid Prime) gegründet wurde und ab Frühjahr 2012 an dem Titel arbeitete. Es verwendet die Bluepoint-Engine des amerikanischen Entwicklerstudios Bluepoint Games. Die 3DS- und PSVita-Versionen wurden parallel mit derselben Codebasis entwickelt, besitzen aber plattformbezogen unterschiedliche Grafikassets (3DS: 3D-Grafik, PS Vita: höhere Auflösung). In der Ausgabe Mai 2013 des US-Spielemagazins Game Informer wurde der Titel erstmals angekündigt. Die Deluxe Edition für stationäre Konsolen folgte ein halbes Jahr nach der Erstveröffentlichung. Sie bietet im Vergleich eine höhere Auflösung, 5.1-Surround-Sound, eine überarbeitete Übersichtskarte des Gefängnisses, zusätzliche Begegnungen mit Gegnern, ein zusätzlicher Schwierigkeitsgrade und Kostüme für Batman.

## Rezeption
Batman: Arkham Origins – Blackgate erhielt gemischte Kritiken.

„Batman im Gefängnis-Labyrinth: (Zu leichte) Kämpfe, interessante Bosse und der Gadget-Einsatz machen Spaß, die Navigation nervt aber.“

„Klitzekleine Höhepunkte sind Situationen, in denen Batman ein wenig Köpfchen und ein gutes Gefühl für das richtige Timing braucht – es sind Ausnahmen in einem drögen Abklatsch der großartigen Arkham-Vorlage. Abklatsch heißt, dass das Kämpfen und Schleichen sowie das schrittweise Erkunden des großen Gefängnisses den guten Vorbildern ähnelt. Das heißt aber auch, dass keiner der Bausteine nur annähernd so gut funktioniert wie er sollte.“